# Klaus Möckel
Klaus Möckel (* 4. August 1934 in Kirchberg in Sachsen) ist ein deutscher Schriftsteller, Herausgeber und Übersetzer.

## Leben
Klaus Möckel erlernte zunächst den Beruf des Werkzeugschlossers. Später studierte er Romanistik in Leipzig und arbeitete anschließend als Assistent an der Universität Jena. Seine Dissertation schrieb er über Antoine de Saint-Exupéry (Die Rolle der bürgerlichen Gesellschaft bei der Herausbildung von Antoine de Saint-Exupérys Weltanschauung, Leipzig 1963).
Möckel war anschließend als Lektor für romanische Literatur in Berlin tätig. Beim Verlag Volk und Welt machte er sich bald einen Namen als Herausgeber, Übersetzer und Nachdichter vor allem moderner französischer Dichter.
Seit 1969 arbeitet Möckel als freier Autor. Von seinen über 30 veröffentlichten Werken verschiedener Genres (Romane, Erzählungen, satirische Gedichte und Aphorismen) wurde u. a. Hoffnung für Dan (1983), ein Bericht über ein behindertes Kind, bekannt. Außerdem veröffentlichte er Kinder- und Jugendbücher sowie erfolgreiche Kriminalromane. Mehrere seiner Bücher wurden ins Tschechische und Slowakische übersetzt und auch verfilmt.
Möckel arbeitete häufig, vor allem bei Übersetzungen, mit seiner Frau Aljonna Möckel zusammen und verfasste gemeinsam mit ihr unter dem Pseudonym Nikolai Bachnow mehrere Fortsetzungsbände zu den Märchenromanen Alexander Wolkows. Er lebt in Berlin.

## Werke

### Kriminalromane
veröffentlicht vor allem in
- DIE Reihe im Verlag Das Neue Berlin, Berlin/DDR
- Blaulicht im Verlag Das Neue Berlin, Berlin/DDR

- Die gefälschten Signaturen, (Blaulicht. 100.), 1969
- Gesucht: Person mit Schirm, (Blaulicht. 136.), 1972
- Drei Flaschen Tokaier, (DIE Reihe. 301.), (1980 als rororo 2520), 1976.
- Hass, (DIE Reihe. 479.), 1981
- Das Mädchen, (Blaulicht Nr. 218), 1982
- Variante Tramper / Die Damengang, (DIE Reihe), 1984
- Das Stromzellenverfahren, (Blaulicht Nr. 252), 1986
- Der undankbare Herr Kerbel, (Storys) Das Neue Berlin, 1987.
- Eine dicke Dame, (DIE Reihe. 139.), 1991.
- Bennys Bluff oder: Ein unheimlicher Fall, (Kinderkrimi) (rotfuchs. 20611), 1991
- Auftrag für eine Nacht, (DIE Reihe. 156), 1992.
- Kasse knacken, (Jugendkrimi) (rotfuchs. 673), 1993
- Bleib cool, Franzi, (rotfuchs. 791.), 1995
- Gespensterschach, (DIE Reihe. 177.), 1995.
- Trug-Schuß, Verlag Neues Leben, 2000, (Krimi-Erzählungen)
- Eine lästige Leiche, Verlag Bild und Heimat, Berlin 2015

### Kinder- und Jugendbücher
- Auf seinem Baum sitzt Meister Zäpfel, (Kinderbuch), Altberliner Verlag, 1986
- Das Märchen von den Porinden, (Kinderbuch), Altberliner Verlag, 1988
- Steffis Party, Elefanten Press, Bertelsmann, 1997.
- Der Sohn des gestiefelten Katers, LeiV, 2000
- Abenteuer Zauberlöwe / Der Löwe aus dem Ei, Verlag Gladenbach, Ritschel 2000.
- Abenteuer Zauberlöwe / Der Löwe und die Inselbande, Verlag Gladenbach, Ritschel 2000.
- Ein Hund mit Namen Dracula. Grusel-Grauselgeschichten, Edition D. B., Erfurt, 2003.
- In den Fängen des Seemonsters (Pseudonym: Nikolai Bachnow, gemeinsam mit Aljonna Möckel, illustriert von Hans-Eberhard Ernst) , LeiV, 1996.
- Die Schlange mit den Bernsteinaugen (Pseudonym: Nikolai Bachnow, gemeinsam mit Aljonna Möckel, illustriert von Hans-Eberhard Ernst) , LeiV, 1997.
- Der Schatz der Smaragdenbienen (Pseudonym: Nikolai Bachnow, gemeinsam mit Aljonna Möckel, illustriert von Hans-Eberhard Ernst) , LeiV, 1998.
- Der Fluch des Drachenkönigs (Pseudonym: Nikolai Bachnow, gemeinsam mit Aljonna Möckel, illustriert von Hans-Eberhard Ernst) , LeiV, 1999.
- Die falsche Fee (Pseudonym: Nikolai Bachnow, gemeinsam mit Aljonna Möckel, illustriert von Hans-Eberhard Ernst) , LeiV, 2000.
- Die unsichtbaren Fürsten (Pseudonym: Nikolai Bachnow, gemeinsam mit Aljonna Möckel, illustriert von Hans-Eberhard Ernst) , LeiV, 2001.
- Der Hexer aus dem Kupferwald (Pseudonym: Nikolai Bachnow, gemeinsam mit Aljonna Möckel, illustriert von Hans-Eberhard Ernst) , LeiV, 2002
- Das gestohlene Tierreich (Pseudonym: Nikolai Bachnow, gemeinsam mit Aljonna Möckel, illustriert von Hans-Eberhard Ernst) , LeiV, 2003
- Kneli, das schreckliche Weihnachtsmonster, Edition digital, Pinnow, 2013, ISBN 978-3-86394-776-7.
- Rache für Opi, Edition digital, Pinnow, 2014, ISBN 978-3-86394-644-9.
- Lela Hundertschön, Krokodilkind und der schusslige Zauberer Prax, Edition digital, Pinnow, 2014, ISBN 978-3-95655-199-4.
- Von Seemonstern, Hexern, Drachen, Feen und Smaragdenbienen. 8 Zauberland-Märchen in einem E-Book, Edition digital, Pinnow, 2020, ISBN 978-3-96521-094-3.
- Abenteuer Zauberlöwe, Edition digital, Pinnow, 2020, ISBN 978-3-96521-077-6.

### Weitere Werke
- Unter dem Banner des weißen Hirsches (Historisch-fantastischer Roman), Verlag Kultur und Fortschritt, 1966.
- Ohne Lizenz des Königs (Historischer Roman), Verlag Neues Leben, 1973.
- Die Einladung (Phantastische Erzählung), Verlag Neues Leben, Berlin/DDR, 1976.
- Die gläserne Stadt (Phantastische Erzählung), Verlag Neues Leben, Berlin/DDR, 1980.
- Tischlein deck dich (Märchensatiren), Verlag Tribüne, Berlin/DDR, 1980.
- Die nackende Ursula (Satirische Gedichte), Eulenspiegel-Verlag, Berlin/DDR, 1980
- Kopfstand der Farben (Satirische Gedichte), Eulenspiegel, Berlin/DDR, 1982
- Hoffnung für Dan (Roman), Verlag Neues Leben, Berlin/DDR, 1983.
- Die seltsame Verwandlung des Lenny Frick, Das Neue Berlin, 1985.
- Geschichte eines knorrigen Lebens, Verlag Neues Leben, Berlin/DDR, 1989.
- Flußpferde eingetroffen, (Storys), Reiher Verlag, Berlin, 1991
- Wer zu Mörders essen geht. Kriminelle und andere Sprüche, Frieling Verlag, Berlin, 1993
- Die Gespielinnen des Königs. Frankreichs berühmteste Mätressen, Das Neue Berlin, Berlin 2010, ISBN 978-3-360-01984-4, Edition digital, Pinnow 2020, ISBN 978-3-96521-211-4.
- Drei Tropfen Licht. Ein doppeltes Tagebuch, Edition D. B., Erfurt, 2012 (gemeinsam mit Aljonna Möckel), ISBN 978-3-936662-50-4.
- Bäckerbrot und Bergkristall. Nach den Aufzeichnungen von Gisela Pekrul, Edition digital, Godern, 2012, ISBN 978-3-86394-804-7.
- Hoffnung, die zweite. Dan und seine Bilder (gemeinsam mit Aljonna Möckel), Edition digital, Pinnow, 2015, ISBN 978-3-95655-485-8.
- Gold und Galeeren. Eine ungewöhnliche Lebensgeschichte aus dem mittelalterlichen Frankreich, Edition digital, Pinnow, 2018, ISBN 978-3-95655-906-8.
- Rebellisches Wissen. Diderots Kampf um die Große Französische Enzyklopädie, Edition digital, Pinnow, 2020, ISBN 978-3-96521-207-7.
- Möckels gestresste Tiere, Edition digital, Pinnow, 2020, ISBN 978-3-96521-052-3.
- Heute warst du eine Schneeflocke auf meiner Hand. Liebes- und andere Gedichte, Edition digital, Pinnow, 2021, ISBN 978-3-96521-536-8.
- Immer zu Diensten. Alle SF-Kurzgeschichten, Edition digital, Bad Salzdetfurth, 2024, ISBN 978-3-96521-979-3.
- Die Katze am Teich, Edition digital, Pinnow, 2024, ISBN 978-3-68912-002-3.

### Übersetzungen
- Das Krokodil und der Königsfischer. Legenden, Bernard B. Dadié, Volk und Welt, 1975
- Ein schöner Wal mit blauen Augen, Jacques Prévert, Teilübersetzung, Volk und Welt, 1975
- Gedichte, Arthur Rimbaud, Teilübersetzung, Reclam, 1976
- Franz. Lyrik der Gegenwart, Henry Deluy, Georges l. Godeau, Jean Marcenac, Volk und Welt, 1976
- Bip träumt. Gedichte, Marcel Marceau, Volk und Welt, 1976
- Glanz und Tod des Joaquin Murieta. Drama, Pablo Neruda, Volk und Welt, 1979
- Glanz und Tod des Pablo Neruda. Drama, Jorge Diaz, Henschel, 1983
- Mutter und die Neutronenbombe. Poem, Jewgeni Jewtuschenko, Aljonna Möckel (Co-Übersetzerin), Volk und Welt, 1983
- Die Quellen der Nacht, Robert Desnos, Teilübersetzung, Volk und Welt, 1985
- Fuku. Poem, Jewgeni Jewtuschenko, Aljonna Möckel (Co-Übersetzerin), Volk und Welt, 1987
- Katalog erstaunlicher Dingelinge, Carelman, Volk und Welt, 1987
- Das verschwundene Gesicht, Henri Coulonges, Aljonna Möckel (Co-Übersetzerin), Rütten & Loening, 1994
- Goodwin der Schreckliche, Sergej Suchinow, Aljonna Möckel (Co-Übersetzerin), Leiv Buchhandels- und Verlagsanstalt, 2002
- Die Kutsche als Liebesnest und andere Frivolitäten, Alphonse Allais, Klaus Möckel (Herausgeber und Übersetzer), Edition digital, Pinnow 2019, ISBN 978-3-95655-984-6.

### Sonstiges
Möckel ist Herausgeber von Anthologien und Sammelbänden einzelner Autoren wie Jean Cocteau, René Char und anderen.
- Französische Erkundungen (Anthologie)
- Französische Erzähler aus sieben Jahrzehnten (Anthologie)

## Verfilmungen
- Polizeiruf 110: Variante Tramper (Serienfilm, 80 Min, DFF,) EA 19. Februar 1989 DDR1, 1989
- Polizeiruf 110: Drei Flaschen Tokajer (Serienfilm, Fernsehen der DDR, 80 Min), (Szenarium: Margot Beichler, Drehbuch: Udo Witte und Rolf Laskowski, Regie: Udo Witte), 1989